# P47phox
O fator citosólico 1 de neutrófilos, também conhecido como p47phox, é uma proteína que, em humanos, é codificada pelo gene NCF1.

## Função
Essa proteína forma a subunidade citosólica de 47 kDa da NADPH oxidase neutrofílica. Essa oxidase é uma enzima com diversos componendes que, quando ativada, produz o ânion superóxido. Mutações nesse gene são associadas com  a doença granulomatosa crônica. A p47 é vital para ativação da NADPH oxidase.

## Interações
Já foram mostradas interações do fator citosólico 1 de neutrófilos com:
- Moesina,[2]
- Fator citosólico 4 de nuetrófilos[3][4][5] e
- RELA.[6]